# インドネシアのビール

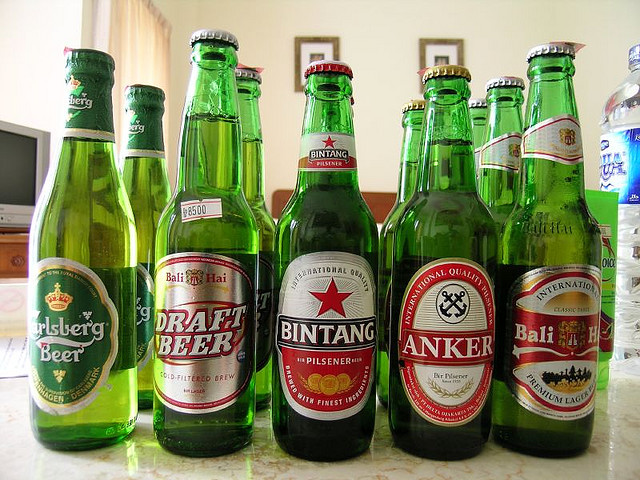
インドネシアの各種ビール瓶

インドネシアのビール（インドネシア語: Bir di Indonesia）では、インドネシアでのビールについて概説する。

## 概要
インドネシアはイスラム教徒が国民の大半を占めており、イスラム教徒の人々はアルコール飲料を口にしない。ビールを含めたアルコール飲料を飲むのは、バリ島などのヒンドゥー教徒、キリスト教徒や先住民族固有の宗教を信仰する人々などのイスラム教徒以外の人々であり、そういった人々向けにインドネシア国内でも酒類の製造が行われている。
2021年の統計データでは、15歳以上のインドネシア人の1人あたりの年間飲酒量は、都市部で0.18リットル、農村部で0.6リットルとなっている。インドネシアでは全土にイスラム教徒が居住しているが、非イスラム教徒で大きな人口を占めるキリスト教徒は農村部に居住していることが多いことが関係しているものと考えられる。
歴史的にもいろいろな酒がインドネシアでは製造されてきており、ビンタンは日本でも飲めるほどに世界的に流通し、国際的にも受賞歴があるなど、優れたビールであると認識されている。

## 飲酒に関する法規制
インドネシアでは、アルコール飲料に関して中央政府レベルから地方自治体レベルまで、多くの規制で厳しく取り締まられている。
アルコール飲料は礼拝所、教育機関、病院に近い場所においては販売が許可されず、販売が許可された場所では21歳以上の人にのみ販売が可能となっている。その場で飲む形態でのアルコール飲料の販売は観光関連の法規制に基づき、ホテル、レストラン、バーなど、ジャカルタの市長および知事によっての指定された場所でみ行うことができる。小売店でのアルコール飲料の販売は免税店やジャカルタの市長および知事によって指定された場所でのみ行うことができる。小売店などの場合は、アルコール飲料を特別な場所を設けて置くか、他の商品と一緒に置かずに別々に置く必要がある。以上は、中央レベルの法規制であるが、この他にも州レベルの規制が細かく規定されている。なお、販売対象は21歳以上の制限があるが、飲酒そのものに関しては法律として年齢制限は明文化されていない。

## 代表的な銘柄

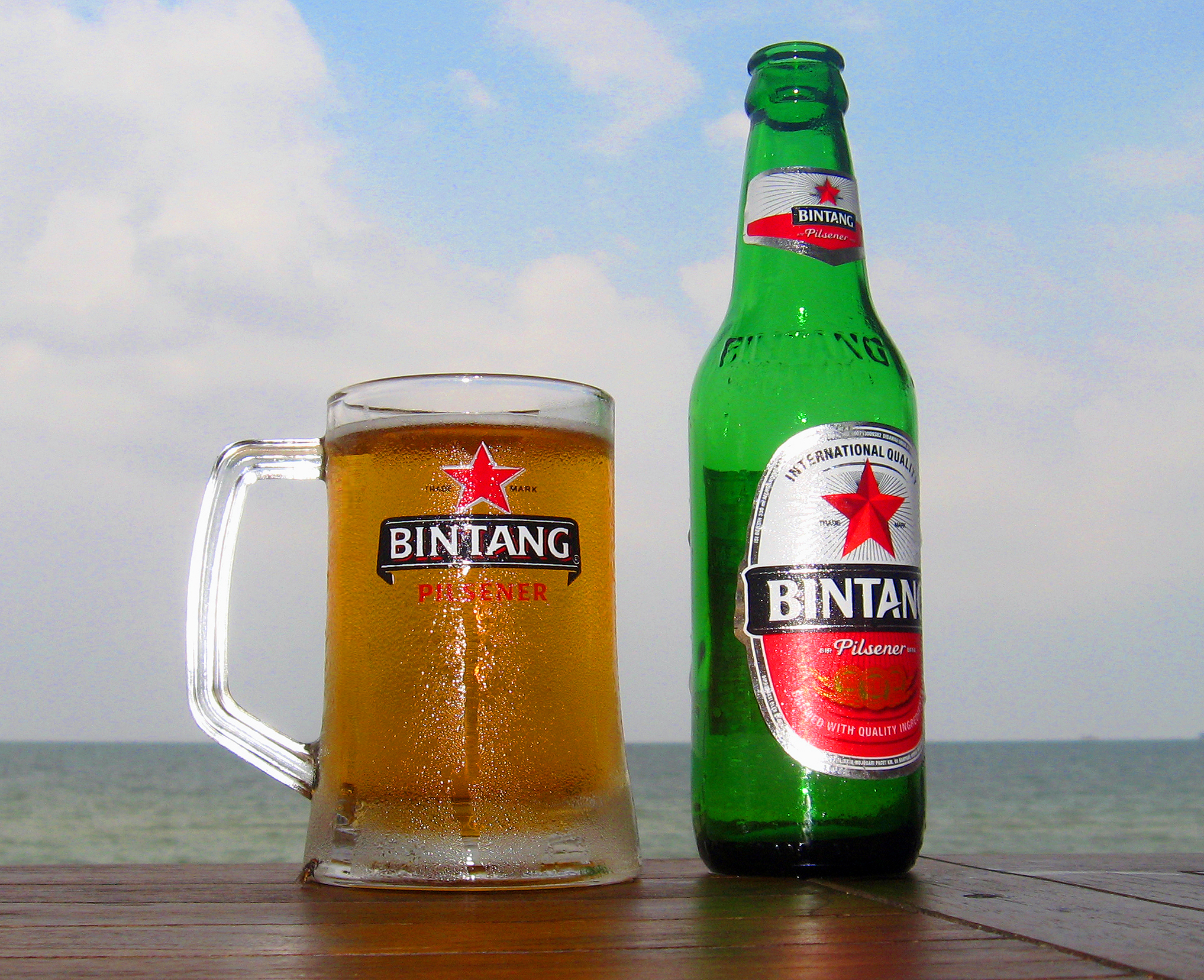
ビンタン
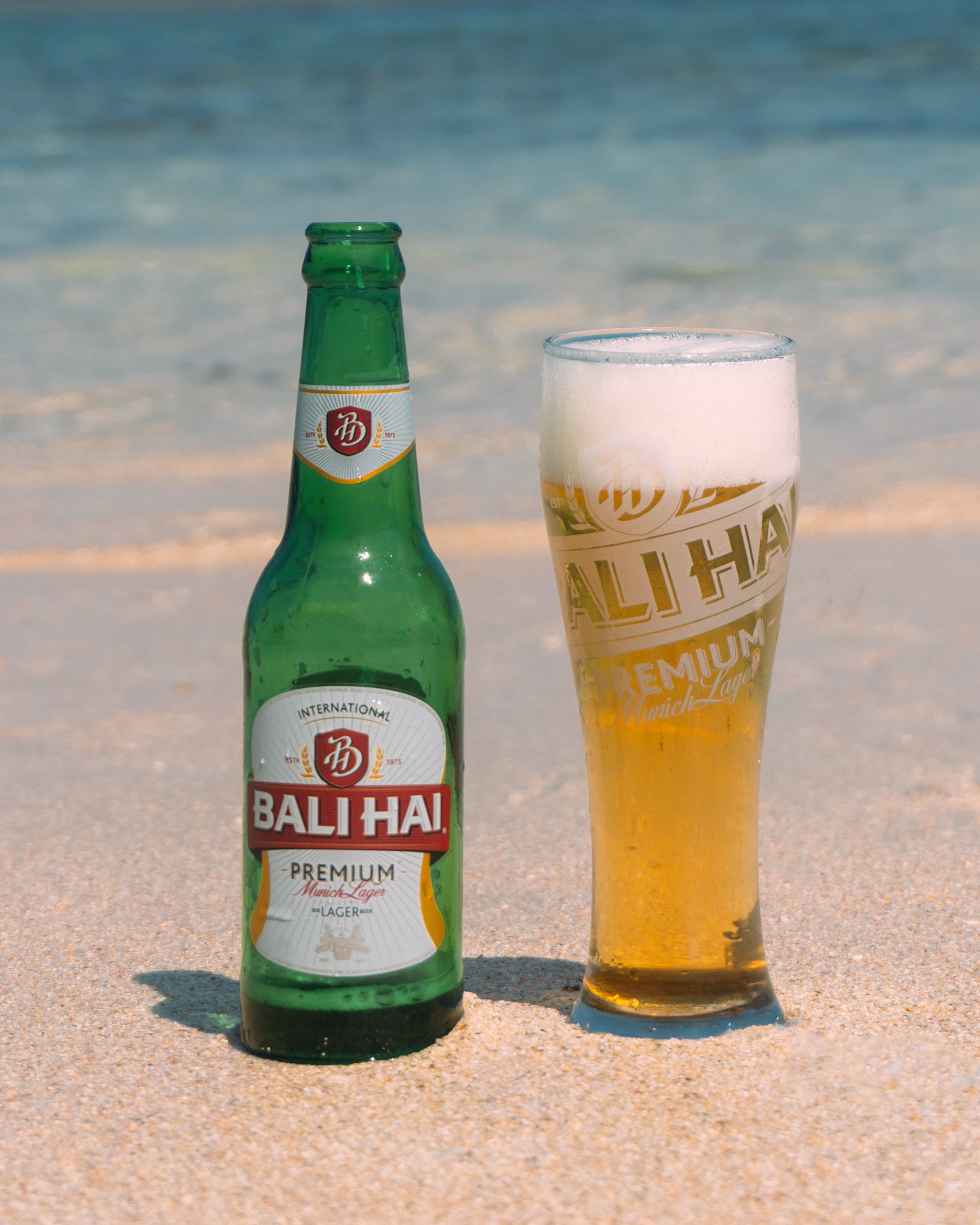
バリハイビール
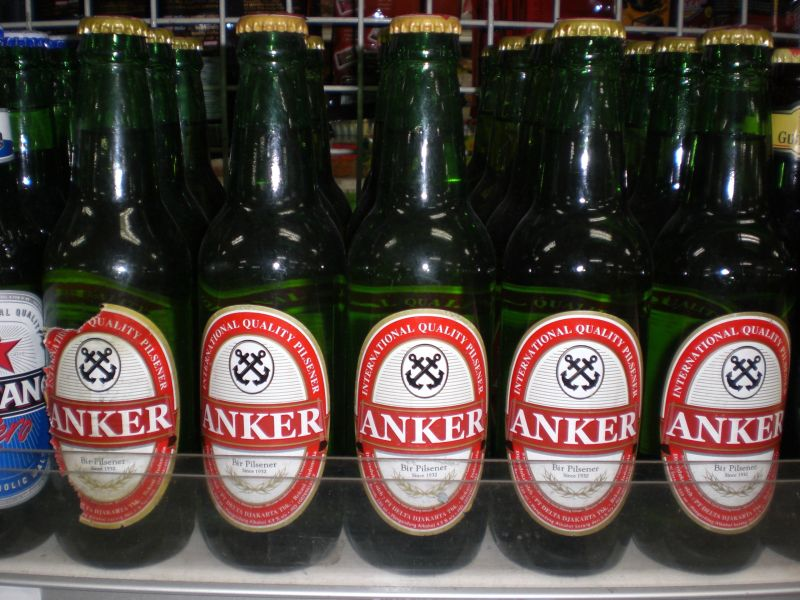
アンカービール

ビンタン（Bir Bintang）
インドネシアで最も知名度の高いビールの1つ。
「ビンタン」はインドネシア語で「星」の意であり、赤い星がラベルの目印になっている。
オランダ植民地時代の1929年にスラバヤで醸造所が作られたことに始まり、2023年時点ではハイネケングループとなっている。
レモン味のビールや、ノンアルコールビールも販売されている。
バリハイビール（Bali Hai Beer）
1975年に西ジャワ州で設立された醸造所から始まり、1993年からバリハイブランドを展開する。
名称は『南太平洋 (ミュージカル)』の劇中歌から採られている。
アサヒビールやサン・ミゲル（フィリピン）などのライセンス生産も行っている。
アンカービール（Anker Beer）
1932年創業のPT Delta Djakartが生産する。2015年時点ではハイネケングループとなっている。
スターク（Stark）
バリ島に醸造所を構える。
独特なフレーバーなどのラインナップが特徴的で、マンゴーやライチフレーバーのビールや低糖質のビールなども販売している。
- ビンタン
- バリハイビール
- アンカービール